# Aarberg (gemeente)
Aarberg is een gemeente en plaats in het district Seeland van het Zwitserse kanton Bern. De gemeente telt 4.273 inwoners.
De stad werd gesticht in 1220. Het heeft een middeleeuwse verschijning. Er bevindt zich een laat-gotische kerk en een houten brug uit de 15e eeuw.
De adellijke familie Van Arberg verwijst naar Aarberg, niet naar Arberg in Beieren.

## Geboren
- Kurt Wüthrich (1938), chemicus en Nobelprijswinnaar (2002)
- Thomas Bickel (1963), voetballer
- Martin Laciga (1975-2023), beachvolleyballer

## Externe links

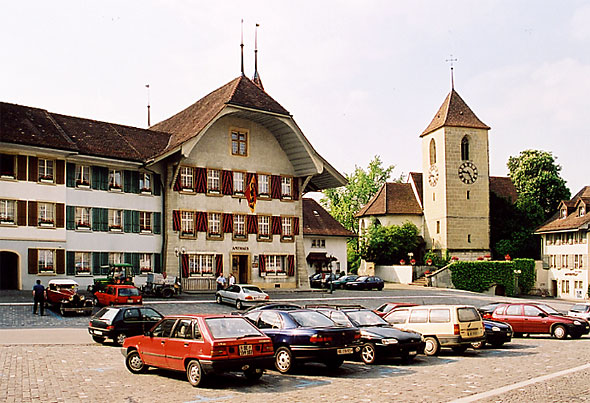
Centrum